# Lamar megye (Texas)
Lamar megye az Amerikai Egyesült Államokban, azon belül Texas államban található. Megyeszékhelye és legnagyobb városa Paris. Lakosainak száma 50 088 fő (2020. április 1.). Lamar megye Delta, Fannin, Red River, Bryan és Choctaw megyékkel határos.

## Népesség
A megye népességének változása:
| Lakosok száma | 49 849 | 50 001 | 49 881 | 49 426 | 49 440 | 50 088 |
|               | 2010   | 2011   | 2012   | 2013   | 2015   | 2020   |